# تل الهوى (غزة)
حي تل الهوى هو حي يقع في جنوب غرب مدينة غزة. سمي هذا الاسم نسبة لموقعه المرتفع و الهوى البارد في شوارعه. يمتد الحي من دوار ابو مازن حتى مستشفى القدس و يضم عدد من المنشآت الدراسية و طبية بما فيهم الجامعة الاسلامية في غزة و المستشفى الميداني الاردني.
يعتبر الحي من الاحياء الجديدة حيث تم اعمارها عند قدوم السلطة حيث اقيمت فيها اغلب المباني الحكومية. يعتبر الحي من ارقى احياء غزة حيث يسكن فيه رجال الاعمال و السياسين.
تعرض الحي خلال مجزرة غزة (ديسمبر 2008) إلى دمار هائل بعد القصف المكثف من جيش الاحتلال، و كما اعتلقت عدد كبير من المواطنين الفلسطينيين. تم حتى تاريخ 16 يناير 2009 انتشال 23 جثة من تحت أنقاض البيوت.
خلال العدوان على غزة في عام ٢٠٢٤ -٢٠٢٣ و جدت الطفلة هند رجب مقتولة على يد القوات الاسرائيلية هي و عائلة عمها في الحي بعد انقطاع الاتصال بها لمدة ١٢ يوم.